# Porvoon Liikenne
Porvoon Liikenne OY est une société de transport en commun par autobus à Porvoo en Finlande 